# Castrobol
Castrobol ist ein nordspanisches Dorf und Hauptort einer Gemeinde (municipio) mit 45 Einwohnern (Stand: 2024) in der Provinz Valladolid in der Autonomen Gemeinschaft Kastilien-León. 

## Lage und Klima
Castrobol liegt in der Region Tierra de Campos auf der kastilischen Hochebene in einer Höhe von ca. 770 m am Río Cea. Die Provinzhauptstadt Valladolid befindet sich mit ihrem Stadtzentrum etwa 62 Kilometer (Fahrtstrecke) südöstlich. 
Das Klima im Winter ist durchaus kalt, im Sommer dagegen warm bis heiß; die eher spärlichen Regenfälle (ca. 550 mm/Jahr) fallen überwiegend im Winterhalbjahr.

## Bevölkerungsentwicklung
| Jahr      | 1970 | 1981 | 1991 | 2001 | 2011 | 2021 |
| Einwohner | 268  | 164  | 101  | 87   | 75   | 54   |

## Sehenswürdigkeiten

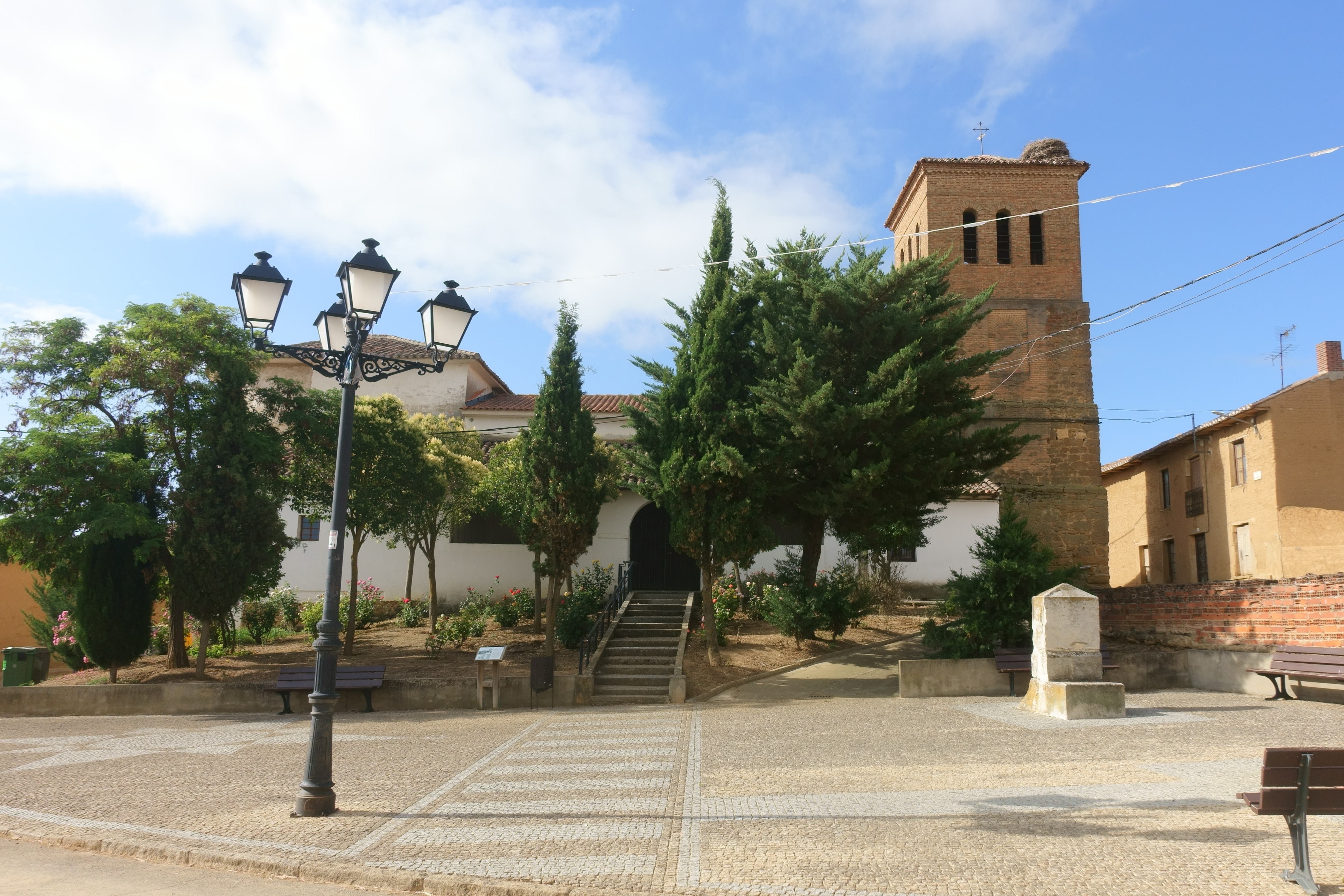
Salvatorkirche
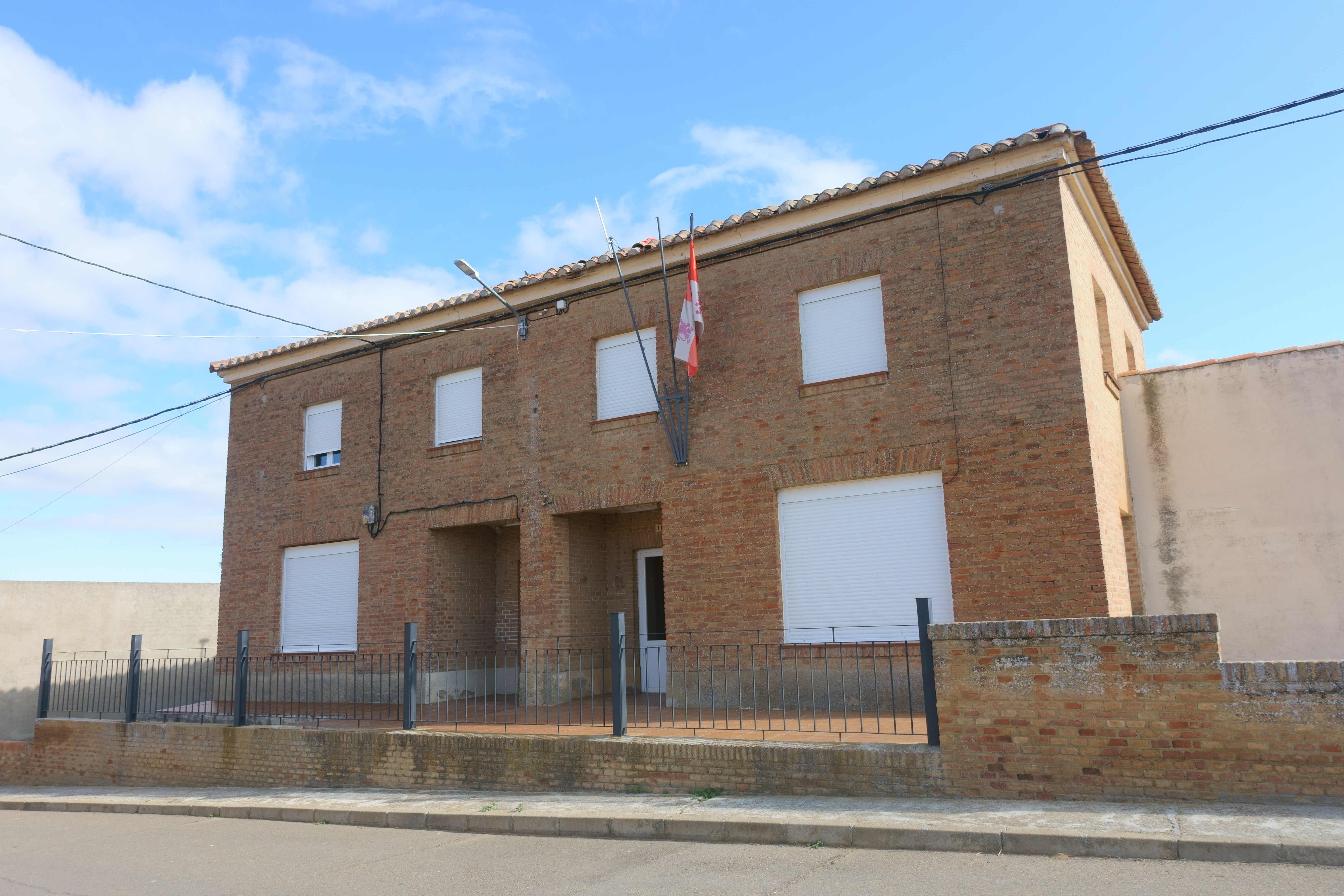
Rathaus

- Salvatorkirche
- Rathaus